# Baltasar Lopes da Silva
Baltasar Lopes da Silva (Caleijão, São Nicolau, 23 de abril de 1907 — Lisboa, 28 de maio de 1989) foi um escritor, poeta e linguista de Cabo Verde que escreveu em português e em crioulo.
Com Jorge Barbosa foi um dos fundadores da revista Claridade. Em alguns dos seus poemas usou o pseudónimo Osvaldo Alcântara. Encontra-se colaboração da sua autoria na revista luso-brasileira Atlântico.
O seu romance mais conhecido é Chiquinho (1947). Escreveu também uma descrição dos crioulos de Cabo Verde, O Dialecto Crioulo de Cabo Verde, Lisboa, Imprensa Nacional, 1957.
Um poema seu, Ressaca, encontra-se no CD Poesia de Cabo Verde e Sete Poemas de Sebastião da Gama, de Afonso Dias.

## Biografia
Baltasar Lopes da Silva nasceu na aldeia do Caleijão na ilha de São Nicolau em Cabo Verde no dia 23 de abril de 1907. Tendo concluído os seus estudos secundários no seminário de São Nicolau, viajou para Portugal para estudar na Universidade de Lisboa. Durante o seu tempo em Lisboa, Baltasar Lopes estudou com importantes nomes da cultura portuguesa, como, por exemplo, Vitorino Nemésio e Luís da Câmara Reis. Formou-se em Direito e Filologia Românica, tendo sempre obtido excelentes notas durante os seus estudos na Universidade de Lisboa. Depois da universidade, Baltasar Lopes regressou a Cabo Verde, onde exerceu o cargo de professor no Liceu Gil Eanes em São Vicente. Após alguns anos foi nomeado reitor deste liceu.
A 5 de junho de 1962, foi agraciado com o grau de Comendador da Ordem do Infante D. Henrique; a 12 de julho de 1972, foi agraciado com o grau de Comendador da Ordem da Instrução Pública; a 20 de junho de 1987, foi agraciado com a Medalha de Cavaleiro da Ordem do Infante D. Henrique, todos de Portugal.
Chegou a deixar a colónia portuguesa mais escolarizada para ensinar em Leiria (Portugal) por um breve período, mas devido às dificuldades de relacionamento com a política portuguesa daquela época, regressou para Cabo Verde onde continuou educando e exercendo a advocacia. Os seus últimos dias foram passados em Lisboa, para onde foi transferido para ser submetido a tratamento de uma doença cérebro-vascular, falecendo pouco depois, no dia 28 de maio de 1989.

## Obra
Em 1936, Baltasar Lopes, com a colaboração de outros escritores, como Manuel Lopes, Manuel Ferreira, António Aurélio Gonçalves, Francisco José Tenreiro, Jorge Barbosa e Daniel Filipe, fundaram a revista cabo-verdiana Claridade. Era uma revista de ensaios, poemas e contos. Os colaboradores da revista denunciavam os problemas da sua sociedade, como a seca, a fome e a emigração.
Criaram assim melhores condições para o conhecimento das raízes da cultura cabo-verdiana. A  revista Claridade salientou o estudo da realidade cabo-verdiana, especialmente dos grupos sociais mais carenciados.
Em 1947, Baltasar Lopes publicou o seu primeiro livro, o romance Chiquinho (romance). Chiquinho descreve os costumes, as pessoas, as paisagens, e problemas sociais e familiares que existiam em Cabo Verde na primeira metade do século XX. É um romance de aprendizagem sobre o povo cabo-verdiano e sobre o destino que muitos cabo-verdianos tiveram que tomar para conseguirem uma vida melhor, o destino da emigração. O romance é organizado em três partes:
- 1. Infância. Nesta primeira parte do romance, o protagonista Chiquinho aprende as suas primeiras letras e convive com a sua família e comunidade na vila de São Nicolau;
- 2. S.Vicente. Na segunda parte do romance, Chiquinho continua os seus estudos no liceu na ilha de São Vicente, onde inicia amizades novas e conhece o seu primeiro amor. Chiquinho e os seus colegas de escola fundam o Grémio, uma associação e um jornal que é muito parecido com Claridade, na medida em que tenta operar uma modificação social no arquipélago;
- 3. As Águas. Na terceira e última parte do romance, Chiquinho volta para a sua ilha onde será professor. Esta parte ilustra um dos maiores problemas deste país, a seca, que resulta em muita fome e mortes em Cabo Verde. No fim do romance Chiquinho emigra para os Estados Unidos com a esperança de ter uma vida melhor.

## Obras
- Chiquinho, 1947
- Cabo Verde visto por Gilberto Freyre, 1956
- O Dialecto Crioulo de Cabo Verde, 1957
- Antologia da Ficção Cabo-verdiana Contemporânea, 1961
- Cântico da Manhã Futura (poemas), 1986 (com o nome poético de Osvaldo Alcântara)
- Os trabalhos e os dias (contos), 1987